# Casanare (rijeka)
Casanare je rijeka u Kolumbiji, lijeva pritoka rijeke Meta. Pripada porječju rijeke Orinoco.

## Vanjske poveznice
|  | Zajednički poslužitelj ima još gradiva o temi Casanare (rijeka) |